# 細川勝之
細川 勝之（ほそかわ かつゆき、文安5年（1448年） - 大永2年（1522年）11月25日）は、室町時代の武士。細川氏一族の野州家出身で、応仁の乱において東軍の大将となった細川勝元の猶子。実父は細川教春（勝元の再従兄弟）で生母は不詳。弟に細川政春。子に湯浅宗正。諱（実名）の「勝之」は、養父・勝元と同じく将軍足利義勝から偏諱（「勝」の字）を賜って名乗ったものと思われる。

## 生涯
応仁の乱では養父の指揮する東軍の武将として奮戦した。相国寺の戦いでは、安富元綱らと共に3,000人の兵士を率いて西軍の進撃を防衛。しかし、大内氏・土岐氏・畠山氏・一色氏らの軍勢によって大苦戦を強いられ、最終的には撤退する。その際、重傷を負った勝之は、家臣の湯浅宗武の命を懸けた護衛で救われ、逃げ延びた。自身を逃して討ち死にした宗武の忠義に感激した勝之は、宗武の妹を妻とし、その間に生まれた子（宗正）を湯浅氏の養子とした。
一時は勝元から京兆家の家督を譲られる地位にあったが、山名氏との血縁を重視する家臣たちの反発を受けた。文明4年（1472年）1月の応仁の乱講和の際は、東軍内の対山名氏穏健派と激しく対立した。翌文明5年（1473年）の勝元の死後、勝之は出家し、家督は実子の政元が継承した。後に政元の死後に京兆家当主となった細川高国は甥に当たる。出家をした後は宗林を名乗り、大徳寺の長老となり紫衣の着用を許可された。また、足利義尚の御供衆、後に御相伴衆を務めた。